# دارما دوری (فیلم ۲۰۱۶)
دارما دوری (به انگلیسی: Dharma Durai) فیلمی محصول سال ۲۰۱۶ و به کارگردانی سینو راماسامی است. در این فیلم بازیگرانی همچون ویجی ستوپاتی، تمنا باتیا، آیشواریا راجش، سروشتی دانگه و رادیکا ساراتکومار ایفای نقش کرده‌اند.